# Rhabdastrella membranacea
Rhabdastrella membranacea är en svampdjursart som först beskrevs av Jörn Hentschel 1909.  Rhabdastrella membranacea ingår i släktet Rhabdastrella och familjen Ancorinidae. Inga underarter finns listade i Catalogue of Life.